# MÄRの登場人物
MÄRの登場人物（メルのとうじょうじんぶつ）では、安西信行の漫画『MÄR』およびその関連作品の登場人物を解説する。
名前の由来及びモチーフは公式ファンブック、もしくは安西による個人誌「MÄR BOMB」の記載に準ずる。
担当声優は特筆ない限りはテレビアニメ版での配役。

## メル
スノウがチェスの兵隊と戦うため、占い師の助言によって結成したチーム。チーム名の命名者は、ギンタ。所属メンバーは8人（バッボを含む）。なお、ナナシ、アルヴィス、アランの3名はメル結成以前から別のチームに所属しているが、作中内の表記によりメルの一員として本項に記載する。
虎水 ギンタ（とらみず ギンタ）
声 - くまいもとこ（サンデーCM劇場版・テレビアニメ版・第1話 - 第89話） →比嘉久美子（テレビアニメ版・第90話以降）
本作の主人公。14歳の中学2年生。12月12日生まれ。金色の長髪を襟足付近で束ねた髪型をしている。102回（数え始める前の分も含めるとそれ以上）もメルヘンの世界の夢を見るほど、メルヘンの国に憧れる少年。メルヘヴンに来る前は視力が0.1と悪かったため眼鏡を掛けており、体力も無かった。
ある日、アルヴィスにより「門番ピエロ」で異世界・メルヘヴンへと召喚された。理由は明かされていないが、メルヘヴンに来てからは身体能力が各段に上がり、視力が良くなった。
元の世界へ戻る手段を探す中で、チェスの兵隊の虐殺行為などを目にしたことで戦うことを決意、メルのキャプテンとして第二次メルヘヴン大戦に参加し、チェスの兵隊と戦うことになる。なお、ファーストキスの相手はスノウ。
第一次メルヘヴン大戦で、チェスの兵隊の司令塔・ファントムと相打ちになって死んだダンナの息子で、リアリストの絵本作家の母親からはメルヘン思想を馬鹿にされている。
最終決戦でファントムを倒した後、レスターヴァ城でのキング戦にも勝利しチェスの兵隊を壊滅させ、バッボ・バージョン8「逆門番ピエロ」（アニメ版では門番ピエロがもう一つ存在した）で現実世界に帰っていった。なお、元の世界に帰った後も視力や体力は上がったままだった。
その後、メルヘヴンの夢は見なくなってしまったが、メルヘンの世界の存在を確認し、平和に暮らしている。帰ってきた際、原作では授業中の最中にいきなり戻ってきているが、アニメ版では放課後の教室に戻ってきている。
モチーフはピーターパンの登場人物である「ウェンディ」であることが示唆されている。命名は作品の象徴ともいえるÄRMの材料「銀」から。アニメ版キャラデザ担当の小丸敏之によるとアニメ版では6巻以降の画風を元にデザインされている。人気投票での順位は第1回1位、第2回3位。
バッボ
声 - 銀河万丈（サンデーCM劇場版・テレビアニメ版）
世にも珍しい「しゃべるÄRM」。その外見は玉に顔のついたけん玉。一人称は「ワシ」。
6年前、アランが用意した宝箱のÄRMの中に封印されていたが、ギンタによって封印が解かれて彼のÄRMとなる。本人はギンタが家来になったと言っている。ものすごく重く、大きさは自由に変えることができるが、重さは変えられない。
元々は、チェスの兵隊の司令塔・ファントムが所持していた。マジックストーンをはめ込むことで、所持者想像を基に好きな能力を創造でき、最終的にバージョン8まで変形することができる。
紳士を自称しており、常に紳士として振舞うように心掛けており、時には渋さを学ぶためにガイラに相談したこともあった。普段はギンタのことを家来と考えているが、彼が冷静さを失った時にはその場ですぐ活を入れ「お主はワシの使い手だろう？」とアドバイスするなどギンタをパートナーとして認めている。
人間の人格をダウンロードできる能力を持った特殊なÄRMで、基本の人格は先代のカルデア長老であるが生前の記憶はない。その理由は続編『MÄRΩ』で明かされることとなる。
ファントムの持ち物だった際は凶悪な意識（オーブ）が入っていたが、ギンタと出会った時は長老の人格以外にもう1つ、ダンナの人格が入り込んでいた（ダンナがファントム戦で死んだ際に入れ替わったらしい）。ダンナの人格はバージョン7「結合」によって（アニメでは自らの意思で）、元の体に戻ることができた。
最終決戦では、バッボの精神世界に入り込んだオーブ（精神体）との最終決戦に望むため、ギンタが鉄球部分で自らの頭を殴り、ギンタの意思をダウンロードした。
アニメ版最終話ではアランの家に居候しているようだが、シャトンによって哀れにも漬物石のように使われていた。
命名はイタリア語で「父ちゃん」「おじさん」などを意味する「babbo」から。
- 変形バリエーション
  - バージョン1「ハンマー&ダガー」

ギンタの右腕に装備される武器。ハンマーとダガーの2種類を使い分けることが可能。
  - バージョン2「バブルランチャー」

銃になり、シャボン玉型の爆弾を撃てるようになる。大きさは魔力を注ぎ込むことで自由に変えられる。
  - バージョン3「ガーゴイル」

上半身は豪腕の悪魔、下半身は逆多角錘のガーディアン。腕力と口のリングから撃つ光線「ガーゴイルレイ」が武器。すさまじい魔力・精神力を必要とし、下手をすると精神が壊されてしまう。
アニメの最終決戦ではギンタを乗せて次元を越え、キングを追ってギンタの世界に突入した。
  - バージョン4「アリス」

ホーリーÄRMの力を持った天使（高露出のセクシーな美女）の姿をしたガーディアン。ダークネスÄRMの解除や体力の回復が可能。ギンタが妄想で創造した（スノウ談）。バッボにとっては女装するようなものなので、このバージョンになるのを嫌がる。
  - バージョン5「クッションゼリー」

ゼリーの形をしていて、どんな重い攻撃も吸収してしまう。属性不明。高い防御力を誇るが、かなりの魔力を必要とする。
  - バージョン6「長靴を履いた猫」

声 - 矢尾一樹
名前の通り、長靴を履いた猫のガーディアン。投げナイフや魚形のウェポンÄRM「ハツガツオ」を振るい、ファントムのガーディアン五体をあっという間に倒すという、ガーディアンとしては破格の能力を持っている。また使用者（ギンタ）の身代わりになる人形「身代わり君」を持っていて、喋る事もできる。
  - バージョン7「結合」

正確な能力は不明。ダンナの精神と体を融合させた。アニメではアリスを使用したため登場しなかった。
  - バージョン7（アニメ）「ガーゴイルフルパワー」

皆の思いと魔力を集結した黄金のガーゴイル。名称はアニメ公式サイトより。
  - バージョン8「逆門番ピエロ」

メルヘヴンからギンタの世界への道を開く。
アニメでは8番目のマジックストーンが現れず、門番ピエロで帰ったため登場せず。

スノウ
声 - 清水愛
本作のヒロイン。メルヘヴンの大国レスターヴァの王女で氷使い。14歳。ドロシーの姉であるディアナは義母にあたる。
イアンとロコに追われ、身を守るため古城ごと自らを氷漬けにしていた所をギンタ達に救われ仲間となった（その際、偶然ギンタとファーストキスを交わしている）。しっかり者で慈悲深い性格だが色々と一人で抱え込んでしまうことが多く、それが原因で負担を背負い過ぎてしまうこともあった。普段は王女らしく清楚で温厚に振舞うことが多いが、敵であるエモキスにブス呼ばわりされた際には笑いながらも静かに怒り、間違ってお酒を飲んでしまった時には自分に構ってくれないギンタに向けてドロップキックを繰り出したりするなどアクティブな一面を持つ。自分を救ってくれて以来ギンタのことが好きで、ドロシーがギンタにアタックしている所を影から目撃した際は嫉妬心を見え隠れさせながら怒っていた。
ギンタの幼馴染である小雪と瓜二つで、彼女とシンクロしており、眠っている間は小雪の夢を見ている。それをディアナに現実世界を手に入れるために利用され、ウォーゲーム6thバトル中にマジカル・ロウに攫われるが、ギンタ達により無事救出された（アニメでは、デスキューブに閉じ込められてマジカル・ロウに助けてもらい、そこでギンタと二度目のキスをした）。ギンタが帰って以来、小雪とのシンクロも無くなっている。
アニメ版ではファントムを倒した後、ディアナに催眠術をかけられていたため、バッボを凍らせて記憶を消そうとしたが、ギンタがスノウの心に入って元通りにした。更に終盤において、小雪の魂から創り出された（つまり小雪のクローンとも言える）存在である事が判明。ナナシが殺されたと知ると仮面の男と戦うが、首を締め上げられ、さらに炎の一撃をまともに受けてしまい、ギンタに真実と「大好きだよ」という言葉を言い残し、リボンだけ残して肉体は消滅。魂は現実世界の小雪と一体化し、ギンタに最後のマジックストーンの力を授けた。しかし、小雪と融合したため、彼女だけはマジックストーンの力で甦ることはなかった。
料理はヘタ（ドロシーと一緒にケーキを作ってギンタに食べてもらったが、食べた途端ギンタは気絶してしまった。オリジナルの小雪も料理はヘタ）。
命名は『白雪姫（スノーホワイト）』から。人気投票での順位は第1回、第2回共に5位。
ドロシー
声 - 中島沙樹 / 池澤春菜（サンデーCM劇場）
悪名高い魔女で風使い。年齢は16〜17歳程度。3月21日生まれ。スリットの入った黒い魔女服に球体のついた帽子を身に着けている。
冷徹とすらいえる気丈な性格をしており口調も男性的だが、時折普通の少女らしい繊細な一面を見せることもある。ウォーゲームではギンタ以外のメンバーの中で唯一全勝している実力者でもある。姉ディアナがスノウの継母となっていたため、ドロシーとスノウは“義理の叔母と姪”の関係に当たる。当人達曰く「ヤダヤダ（笑）」。
伝説のÄRM「バッボ」を手に入れるためにギンタの力を利用しようとしていたが、自身には扱えなかったため断念し、バッボをギンタに譲る。
ギンタに何時しか恋心を抱くようになり、彼を「ギンタン」と呼び、猛烈なアタックをするようになる。魔法の国「カルデア」の出身で、姉のディアナが故郷を裏切りチェスのクイーンとなったため、彼女を殺す使命を負っていたが、本心では姉に対して愛情を抱いていた模様でその最期には涙を流した。
アニメではギンタに恋心を抱いた理由や、ÄRM回収を内心では全く楽しんでいなかったなどと心の繊細な一面が強調されている。終盤、100話にて戦い終わった後、ディアナの死に呆然としていたところを仮面の男（キング）に不意打ちで致命傷を喰らい消滅してしまったが、最終話にてキングが消滅した影響で他のメンバーとともに甦る。ギンタに門番ピエロを渡し、彼への想いを胸に秘めて、涙ながらに遠くから彼の帰りを見送った。
心の奥では姉（ディアナ）の愛を求めており、85話ではキャンディスの新しいÄRM「ラミア」の精神攻撃をされた際にディアナへの想いを曝け出した。61話では偽の東京に飛ばされた際、そこで出会った美奈子にメイドとして雇われ、彼女と怪しい雰囲気になっていたりと少々異様な描写が描かれていた。料理はスノウと同レベル。
命名は『オズの魔法使い』の主人公から。人気投票での順位は第1回、第2回共に4位であり、女性キャラの中で最も順位が高かった。
ジャック
声 - 阪口大助
メルヘヴンの端にある小さな島「パヅリカ」に住む少年。14歳。
当初は母親（声 - 橘U子）と農業をしながら暮らしていたが、ギンタ達と協力して自分の家の作物を狙っていた「ルーガルーブラザーズ」を倒してからは二人と一緒に旅をすることになる。以来、ギンタにとってはメルヘヴンで一番の親友。
ジャック自身はウォーゲームに参加するまで知らなかったが、6年前のウォーゲームにおいて、自分と同じ植物使いであった父親のジェイクが、ヴィーザルとの戦いの傷が原因で死亡している。その事実を知ってからは、ギンタと互いに勝って親父の敵を討つことを約束し合った。ウォーゲームを通して少しずつ強くなっているが、少々頭が悪いところがあり、皆からは見た目も手伝って時々猿呼ばわりされている。夢は雲まで届く植物を育てることで、最終回で実現した。「修練の門」での特訓において、自分を鍛えてくれたドロシーの事を「ドロシー姐さん」と呼んで慕っている。3rdバトルにて幻覚によりパノに惚れられるが、最終回でパノと共にいたことから、すっかり相思相愛になったようである。
アニメ97話でパノと再会し家族でパヅリカに来ることを勧めるが、仮面の男の炎の一撃でパノと共に重傷を負ってしまい、他の仲間のように命までは落とさなかったものの戦線離脱。次元の狭間へ発つギンタ達を見送り、アルヴィスの消滅を看取った。最終話では、パノとは一応互いの親公認の仲であるらしい。
命名は『ジャックと豆の木』の主人公から。
アルヴィス
声 - 保志総一朗 / 石田彰（サンデーCM劇場）
本作の花形キャラ 。クロスガードの一員でもあるトーテムポール使い。16歳。11月13日生まれ。
ディメンションÄRM「門番ピエロ」を使い、ギンタをメルヘヴンに呼んだ張本人。クールな性格だがメルヘヴンを想う心はギンタにも負けず、第一次メルヘヴン大戦時には、当時10歳という年齢でありながらウォーゲーム中のクロスガードに志願した。だが、それが原因でファントムから洗礼として「ゾンビタトゥ」を与えられてしまった過去を持つ。第一次メルヘヴン大戦が終わってからは、ファントムの死亡後も「ゾンビタトゥ」が消えなかったことから彼が再び蘇ることを予期し、戦いに備えて異世界の住人を呼び出したり、ファントムの使用していたバッボを壊そうとする等の行動を起こしていた。初登場した時点で既にタトゥが手の甲にまで侵食しており、それを隠すためにウォーゲームからは長袖の衣装に身を包んでタトゥを隠している。またギンタと初めて出会った当初は、「弱すぎるから」という理由 で彼とは別行動をとっていたが、ウォーゲームからは戦いを通して共にチェスを倒す仲間として認めている。第一次メルヘヴン大戦時は子供ということもあり非戦闘員であったが、6年の間にガイラから戦闘の教えを受けたことで彼から「戦い方を教えた中で一番成長した男」と評価されるまでに力をつけた。最終決戦後、ギンタから預かったÄRM「プリフィキアーヴェ」でファントムを殺し、「ゾンビタトゥ」から解放された。
アニメ終盤（クラヴィーア編）では「ゾンビタトゥ」の侵食が進み、自我を保つことが出来ず一時ゴーストチェスの手により捕まり、ファントムの元へと連れ去られた。しかしギンタ達の尽力により取り戻され、何でも望みが叶うÄRMが手に入れるという伝説の都・クラヴィーアへと辿り着く。呪いからは解放されなかったものの、メルヘヴンを救う“希望”を手にして戻り、その後は原作同様ファントムとの決着を付ける。
アニメ99話において、ギンタたちから離れ一人になった所を仮面の男に見つかり、二人は戦うことに。仮面の男の正体に気付き、信じられず葛藤していたが戦い、自分のÄRMで仮面の男と互いに重傷を負う。その後駆けつけて来たジャックと共にギンタのもとへ行くが、ディメンションÄRMを開くために最後の力を使い、ギンタとドロシーが宮殿へ行くのを見届けた後、負わされたダメージがもとで消滅する。最終話で甦った後、ベルと仲良く森を散歩して再会を喜んだ。
「ピーターパン」がモチーフ。命名は「完全な賢者」を意味するゲルマン神話の小人から。人気投票での順位は第1回2位、第2回1位であり、女子中高生からの人気が特に高かった。
ナナシ
声 - 小野坂昌也
盗賊ギルド「ルベリア」のボスで雷使い。7月4日生まれ。年齢は28歳ぐらい。赤く長いはちまきや長髪故の前髪で目元がわかりにくい。
大怪我をして倒れていたところを先代首領ガリアンに拾われ、名前を含む過去の記憶を無くしていた事から彼に「ナナシ」と名付けられた（後に実際にはガリアンにÄRMで記憶を消されていたことが判明）。メルヘヴン襲撃命令の前後にチェスの兵隊のペタに同志達を殺され、仇を討つためにギンタ達と共に行動する。一人称は原作では「自分」で統一されているが、アニメでは「自分」の他に「ワイ」「オレ（ごく少数）」がある。
関西弁で話し、ナンパを繰り返す女好きで、特にドロシーにゾッコン。ウォーゲームではよく女の子のチェスと戦いたがる。が、勝てたはずの勝負で情けをかけたり、「レディーファーストや」と言って先制攻撃させる等の理由で女の子には勝ったことがなく、直接攻撃したこともないフェミニストな男。しかし、自分達を捨ててチェスに走ったガリアンや同志達を殺したペタなどルベリアの同志達が関わっている勝負には必ず勝利し、ボスとしてのケジメはつけている。ルベリアのボスだけあってその実力は高く、身体硬質化ÄRMを使った相手のパンチを顔色一つ変えずに受け止めたばかりか逆に殴り飛ばしたり、ダークネスÄRMによる金縛りを精神力のみで破ったりする等、所々で超人的な力を発揮している。
アニメ97話にて、アルヴィス達を先に逃がして仮面の男と戦うが、魔力を吸い取る力と炎の一撃を喰らって一時的に戦死し、黒い塊（キングの本体）に吸収された。最終話で復活した。エンディングにて、黒髪の女の子と思って口説いた相手がガリアンで、彼に追いかけられ逃げていく様子が映った。『MÄRΩ』にも登場。
作中、バッボが彼に対して「ギンタと同じ匂いがする」と発言したり、ギンタの幼少期の話を聞いた際も、現実世界の用語を理解できずに困惑していたドロシーに対して、特に困惑した様子が見られなかったりと、彼もまたギンタ同様、現実世界から来た人間であるような描写が存在した。本編中では詳細は明かされなかったが、後に現実世界から来た人間だと作者が明言した。名前の由来は「名無し」から。
アラン
声 - 小杉十郎太（幼少時代 - 皆川純子)
顔に傷を持つクロスガードのNo.2で「豪傑アラン」と呼ばれた実力者。炎と空気使い。年齢は40代。5月30日生まれ。喫煙者。
6年前の第一次メルヘヴン大戦時、「門番ピエロ」を使ってギンタの父であったダンナを呼び出し、彼の右腕としてウォーゲームを勝利に導いた英雄の一人。子供の時から喧嘩が強く、正義感も強かったらしい。初登場時はダークネスÄRM「イグニール」により「1度寝るとエドワードが3回寝るまでアランになれない」という呪いをかけられエドワードと体を共有していたが。、3rdバトル終了後にバッボのバージョン4「アリス」の力によって解放された。メル結成時点から所属メンバー内で最強の実力者と目されていたが、前述の呪いによりウォーゲームの予選であるテストを受けられなかった。しかし、3rdバトル開始前にファントムから特例としてウォーゲームへの参戦が認められた。ウォーゲーム中は、バトルに参加する他にチーム最年長としてガイラと共に他のメンバー（特に、経験の浅かったギンタとジャック）を指導し鍛え上げる役割に回る事も多かった。6thバトルにおけるvsシャトン戦の時、ネコアレルギーということが判明。それ以来シャトンにとっては格好のいじり相手となっている。最終決戦では、因縁の相手であるハロウィンと対戦。途中、彼の正体がかつての幼馴染であったことが判明するもすぐにその場で互いに「今は敵」として決別し、彼を容赦なく彼方へぶっ飛ばした。
アニメ終盤ではシャトンをメルの仲間として認め、ネコアレルギーもなりを潜めた。しかし96話で仮面の男に戦いを挑むが敗れ、その後駆けつけてきたギンタ達に仮面の男の情報を告げて死去。最終話で甦った後は、シャトンと共に暮らしているが、かなり尻に敷かれている様子（EDで幼くなったロコにおしっこをかけられていた）。

## 救世軍クロスガード
第一次メルヘヴン大戦時、チェスの兵隊に対抗する勢力としてレスターヴァの兵を中心に各々の国から志願してきた勇士によって結成された軍隊。
異世界の住人であるダンナをリーダー、当時レスターヴァの兵士であったアランをNo.2として前回のウォーゲームを勝利に導いたが、第二次メルヘヴン大戦では戦力を取り戻したチェスの兵隊に適わず、ガイラを筆頭とした残存戦力がウォーゲームに参加しようとするもガイラとアルヴィスを除く全員が予選のテストにてポーン兵に勝てずに戦死した。
ダンナ
声 - 関俊彦
ギンタの父親。6年前、アランの門番ピエロによってメルヘヴンに呼ばれた現実世界の住人。後にクロスガードのリーダーとなりメルヘヴンを守ったが、ファントムとの戦いで相打ちとなり魂はバッボの中に封印されて眠りについていた。現実世界に居た時には、息子のギンタによく妻の書いた童話を読んでやり、ギンタと同じくメルヘンの世界を信じていた。第二次メルヘヴン大戦では肉体をキングであるオーブの器とされてしまっていたが、バージョン4「アリス」によって肉体からオーブを分離させた所をバージョン7「結合」(アニメではアリスのみ)でバッボの中にあったダンナの人格を肉体に結びつけたことで元の身体に戻る事ができた。そして、ギンタと供に元の世界に帰り、妻（ギンタの母）と再会した。
アラン
アルヴィス
ガイラ
声 - 志村知幸
ダンナ、アランと共に前回のウォーゲームを勝利に導いたとされるクロスガードの一人で、通称「3番目の男」。アルヴィスの師匠でもあり、彼に自身が所持していた「門番ピエロ」を渡し、ギンタがメルヘヴンに来る遠因を作った。今回のウォーゲームにも参戦しようとアルヴィスや他のクロスガード達と共にレギンレイヴ城まで来たが、予選である『テスト』にてハズレであったナイトクラスのキメラを引いてしまい脱落。その後はメルのメンバーを強くするために、度々「修練の門」で修業させるサポート役となり、最終決戦前には一人で「修練の門」を6つ同時発動させる荒業を行う。しかし相当堪えたようで、ギンタ達の修練が終わった途端、息を荒らげて力尽きていた。レスターヴァ城での戦いでは戦闘に参加し、マジカル・ロウの「トランプソルジャーズ」をアラン、ナナシと共に全滅させた。アニメ版ではジャックの父・ジェイクと旧知であり、彼にクロスガードへの参加を頼んだ。アニメ最終回では、他の人々と共にギンタに魔力を与えた。
ジェイク
声 - 中嶋聡彦
ジャックの父親。故人。6年前、ウォーゲームにおいてナイトの一人であるヴィーザルと対戦した植物使いの戦士。ジャックの持つ「大地のスコップ」の以前の所持者であり、原作ではジャックVSヴィーザル戦において名前と姿が判明した。原作では詳細が詳しく描かれなかった人物であるが、アニメにおいてジャックと同じく雲に届く植物を育てることを夢にしており、若い頃はそれを叶える事ができるかもしれないÄRM「ユグドラシル」を探し回っていたことやヴィーザルとの戦いが描かれた。その際、いずれ自分の意志を継ぐ者（ジャック）が自分の代わりにヴィーザルを倒すだろうと告げている。また原作ではジャックの台詞から重傷のまま家に帰ってきてそのまま死亡したことが語られているが、アニメ版では形見のÄRMだけが彼の仲間によってジャックのもとに届けられていた。
リリス
声 - 伊藤静
アニメオリジナルキャラクター。元クロスガードの一員でアランやガイラに続く実力者。人の心や記憶の実体化や操作のÄRMを持つ。修羅の門から来たギンタ達を偽の東京（ギンタの記憶から作った）に呼び、ギンタの仲間達を記憶を操作し、さらに小雪に装しギンタ達を惑わせ、そこの世界へ一生引き止めようとした。実は既に故人で、ÄRMの発動は彼女の残留魔力によるものだった。最後はギンタのガーゴイルでÄRMが消滅しギンタやアラン達と最期の別れをして消えた。

## 盗賊ギルド ルベリア
ナナシを筆頭とした盗賊達の組織。盗賊集団の名乗るだけあり、並ではない情報伝達力を持つ。
作中において、ペタの襲撃により組織のほとんどのメンバーが殺されている。
ナナシ
ガリアン
モック
声 - 中嶋聡彦
ルベリアに属する盗賊の一人で、チャップと共に行動している。
まだ出会って間もない頃のギンタとバッボの前に現れ、言葉巧みにバッボを手に入れるが直後にギンタに敗れバッボを取り返された。その後はナナシの部下として、ウォーゲームを見守っている。ルベリア先代首領のガリアンを知っている。
原作ではÄRMを持っていなかったが、アニメではガーディアンÄRMを一つ所持している。
チャップ
声 - 本井えみ
モックと行動を共にする少女で、彼のことを「モック様」と慕っている。ガリアンのことは、自身が小さかったためあまり良く覚えていないらしい。
スタンリー
声 - 谷山紀章
ルベリアに属する盗賊で、スタンリー盗賊団の親分。女口調で喋り（オカマではないらしい）、自身に従う部下達と行動している。
最初は1億ピューターの懸賞金がかかったバッボを狙うが、アルヴィスとギンタに返り討ちにされる。その後はナナシの部下として、同じくルベリアの一員であるチャップとモックの2人と共にウォーゲームを見守っている。ナナシへの忠誠心はピカイチ。
ピルン
声 - 那須めぐみ
アニメオリジナルキャラクター。チェスの兵隊に襲われていたところをナナシに助けられ、ナナシを「お兄ちゃん」と慕う、ルベリアの砦で暮らす少女。しかしペタがルベリアの砦を襲った時に死亡する。アニメ版ではホーリーÄRM「イージス」はナナシがピルンにあげた物で、後に彼女の形見となり、ナナシの命を救う事になる。

## 選手ではない者達
エドワード
声 - 坂口候一
スノウのお守り役のしゃべる犬。通称「エド」。性格は融通が利かず、心配性で保守派。当初は評判の悪いドロシーを徹底して嫌っていた（後に軟化した）。6年前にダークネスÄRM「イグニール」の効果でアランと合体させられてしまい、三回寝るとアランと入れ替わる体質になってしまったが、後にバッボのバージョン4「アリス」の力で元に戻る事ができた。スノウが心配なためか、彼女とギンタとの仲を認めたがらない。年齢は不明だが、少なくともアランを除いたメルメンバーよりは年上らしい（アニメ73話より）。アニメではベルと共に「メルヘヴン情報局」というコーナーを担当している。
ベル
声 - 釘宮理恵
アルヴィスと行動を共にしている妖精の少女。アルヴィスの事が大好きで、何かと彼をフォローしてくれたりするが、やきもち焼きでアルヴィスが自分以外の事で楽しそうに笑うと怒る。アニメではエドと共に「メルヘヴン情報局」というコーナーを担当している。『ピーターパン』のティンカーベルがモチーフ。実はアルヴィスより年上。
トム
声 - 斎賀みつき
ヴェストリの地底湖でギンタと出会い、友達になる。自分をヴェストリの村民だと言うが、実はギンタに興味を持ったファントムが彼を観察するために変装した姿だった。アニメの番外編では、ギンタの憎しみを増幅させるため目の前でペタに殺されるという芝居を打った。
ジョン・ピーチ
声 - 岩田光央
アニメオリジナルキャラクター。盗賊からÄRMを奪っていた、英雄気取りだが仲間思いの男。ギンタ対ファントムの試合では子分共々応援席に並んでいた。最終回エピローグでは、滝に打たれて修行をしていた。
トロベ、ブルベ、ガロべ
声 - こやまきみこ（トロベ）、比嘉久美子（プルベ）
ジョン・ピーチの子分。
レギンレイヴ姫
声 - 石塚さより
民を守るため、チェスに従い、ダイスを振っていた民思いの心優しき姫君。しかし、5thバトルからはダイスをウォーゲーム進行役のポズンが振るようになったため、出番がなくなった。アニメ版では後に兵士のキャルと結ばれる。
ポコ
声 - 坂口候一
元ディアナの召し使い。誤ってディアナのドレスの裾を踏んでしまい、罰としてピノキオンのÄRM「ファスティトカロン」の中で過ごすことになった。唯一ファスティトカロンの中にいても、胃液で溶けることがないようにされていたのでドロシーに救われるまで健在だった。ファスティトカロン内ではポコが許可しなければÄRMを使うことが出来なかった。ドロシーとともに外へ脱出してからは、ひそかにウォーゲーム最終決戦を見に来ていたりする。アニメではウォーゲームが終わった後は鯨と仲良くなって運び屋を開業。ギンタ一行をパルトガインに送る手伝いをし、しばらくエドと一緒にみんなが戻ってくるのを待っていた。
キャル
声 - 森訓久
アニメオリジナルキャラクター。レギンレイヴ城を守る騎士団で唯一の生き残り。泣き虫で気弱だが、姫を守りたい一心で伝説の「勇者のÄRM」を発動させる。最終話にて、姫と結ばれた。
レスターヴァ王
声 - 中村大樹
レスターヴァの国王で、スノウの父親。今まで牢に閉じ込められていたが、ファントムが死亡したことによって、キングとクイーンがいなくなり開放され、スノウと再会した。原作版では何の言及もなかったが、アニメ版ではディアナを受け入れてしまった事を後悔しているシーンが描かれている。

## 現実世界の人々
小雪（こゆき）
声 - 清水愛
ギンタの幼馴染で同級生。ギンタのメルヘンの夢の話を唯一笑わず聞いてくれる存在。ギンタとともにメルヘヴンに行きたがっていたが叶わず、ギンタがメルヘヴンから帰ってくるのを待っていた。メルチームのスノウと夢でリンクしている。原作終盤では一時期ディアナが使うÄRMの影響で身体に異変が生じていた。ギンタ帰還後、スノウとのシンクロはなくなったらしい。
アニメ版ではたびたびギンタの母親に、夢で見たメルヘヴンでのギンタ達の活躍を話しに行っている。スノウの基となった魂を持ち、97話ではプールの授業だったらしく、スノウが攻撃を受けた時にプールに飛び込んだので、溺れて気を失ってしまう。最終話にてスノウの魂と一体化し、ギンタとメルヘヴンの危機を救った。いずれの最終回でもギンタと再会した。
ギンタの母親
声 - 石塚さより
ギンタの母親。童話作家であるが、メルヘンのような幻想世界は信じておらず、ギンタがメルヘヴンに行ったということも信じられなかった。小雪の励ましもあり、ギンタと行方不明になった夫「ダンナ」の無事を信じて帰りを待ち続け、夫（ダンナ）と再会した。
アニメ版では小雪同様役割が抽象的にメルヘヴンと関連付けられており、その為2人の出自に関連して原作との違いがある。ディアナとシンクロしており（この伏線としてアニメ第1期OPにて、彼女とディアナが同じ場面に映るカットがある。）、小雪の説得やディアナのシンクロのことがわかったことにより少し信じてみる気になり、そしてそれ以来嫌な予感、胸騒ぎがしていた。その予感は東京に異変が起きて的中してしまった。なお、原作のギンタママはディアナと風貌は似ているが、全くの別人物である。
矢沢（やざわ）
声 - 志村知幸
ギンタのクラスの担任を務める教諭。
美奈子（みなこ）
声 - 根谷美智子
アニメオリジナルキャラクター。豪邸に住むお嬢様。偽の東京で記憶を無くして途方に暮れていたドロシーを引き取り、メイドとして傍に置いていた。記憶を無くしている間はドロシーの事を「ルミ」という名前で呼び、ドロシーからは「お姉様」と呼ばれるなど、恋人関係にあるかのような描写で描かれている。正体はリリスのÄRMで残留魔力によりギンタの記憶（そのため、現実世界にも本物の美奈子が存在する事になる）と、ドロシーの中にあるディアナへの願望が混ざって具現化した人物。
橘 琴美（たちばな ことみ）
声 - 釘宮理恵
アニメオリジナルキャラクター。偽の東京で記憶を無くし、不治の病（ゾンビタトゥの事）で入院していたアルヴィスの事を慕っていた明るい少女。実はギンタと小雪の友人で幼い頃に亡くなっていた（ギンタは自分のせいで琴美が死んだと思い、今まで琴美の記憶を自分の中に封じていた）。
美奈子と同様にリリスのÄRMで残留魔力によりギンタの記憶で物質化した人物で、ギンタとアルヴィスに最後の別れをした後微笑みながら消えていった。

## チェスの兵隊（コマ）
第一次、第二次メルヘヴン大戦を引き起こした戦闘集団で、ウォーゲームと称し第一次はクロスガード、第二次はメルと戦闘を行った。第一次は引き分け、第二次はファントムが消滅したため結果的には敗北した。
キングを筆頭に、クイーン（1人）、ナイト（13人）、ビショップ、ルーク、ポーンの順にその名の通りチェスの駒に因んだ階級名で組織化されている。正装として大体の兵士が仮面をつけており、ポーンは指定の仮面だが、ルーク以上のクラスは各人個別に仮面を持つ事が許されている。ほとんどの場合が自分の欲望や殺人願望を満たす場合が多いが、それとはまた別の思惑で動いている人間も存在しているので、チェスの人間全てが悪と括れるわけではない。戦闘で敗北しても特に咎められることはないが、司令塔であるファントムへの命令違反を犯した者に対しては例外としてナイトクラスに所属している誰かが「制裁」として罰を与える決まりがある(制裁内容は担当する者に一任されている)。アニメ版では終盤において、キングにとっては最早用済みと見なされてしまい、キングの「フェニックス」によって大多数が倒され、組織としては事実上壊滅した。

### キング
邪悪のオーブ
声 - 石井康嗣（本体）、関俊彦（ダンナの体）
チェスの兵隊の首領。カルデアに封印されていたメルヘヴンの邪悪を閉じ込めた存在。ファントムとクイーン（ディアナ）を洗脳していた張本人。第一次メルヘヴン大戦直後、ファントムとの戦いで死亡したダンナの肉体に乗り移っていた。原作はバージョン7「結合」の力で、アニメではバージョン4「アリス」によってダンナの体とオーブを切り離され、ダンナの精神が抜けたバッボに再び乗り移ったが、バッボの中で意識をダウンロードさせて追いかけてきたギンタに負け、マジックストーンを残して消滅した。
アニメでは元はギンタたちの世界から流入した邪念で、オーブに封じて凝縮したのが逆に災いして明確な意思を持ってしまった。原作では出番が非常に少なかったのに対しアニメでは大幅に出番が増えている。戦闘能力も原作と比べ非常に高く描写されており、ナナシ、スノウ、アルヴィスを同時に相手にして圧倒し、ナイトクラスであるイアンやアッシュも一蹴し、ギンタとの決戦においても原作より善戦している。一方でアルヴィスの予想外の反撃で圧倒され自身が危機に瀕した際は大きく動揺する一面もある。ゴーストチェス戦の後に仮面の男の姿で現れ、メルのメンバーや元部下を次々に葬り魔力を吸収した。次元の狭間でギンタと戦っている途中でダンナの体から出て、他の部屋で完全体となり、ギンタたちの世界にやって来た。そこでギンタと最後の決戦を繰り広げたが、メルヘヴンからの魔力を受け継いだ黄金のガーゴイルのガーゴイルレイに敗れ去り、消滅した。キングの消滅後、彼に命を奪われた者は吸収された魔力と魂が解放されて全員甦った。また作中では組織内で彼をキングと明確に認識している構成員がディアナ以外描写されておらず、フーギが彼の姿を見た際には「何だテメエ」と叫んでおり、シャトンが元チェスの構成員に彼の似顔絵を見せて聞き込みをした際も「知らない」と返答されている。これが顔を隠しているからなのか存在そのものを秘匿にされているからなのかは不明。

### クイーン
ディアナ
声 - 根谷美智子
ドロシーの姉で、スノウの義母にあたる。風貌がギンタママに似ている。ディアナ自身が欲望の塊 であり、カルデアを裏切り798個のÄRMを盗んで逃亡、後にレスターヴァ王と結婚し、王妃になる。第一次メルヘヴン大戦の時はクロスガード側に属し、民を騙し続けた。実母を亡くしていた幼いスノウの前では、優しい母親を演じていた。「門番ピエロ」をアランとガイラに渡し、またチェスと対抗するためにカルデアで盗んだÄRMをクロスガードに渡した。第一次メルヘヴン大戦後、徐々に本性 を表す。スノウやダンナを通じてもう一つの世界（ギンタにとっての現実世界）の存在を知り、両方の世界を手に入れようと目論む。レスターヴァ城でドロシーとの死闘の末、ドロシーに「ずっと愛していた」と微笑んで言い残し、死亡した。
アニメ版では95話から仮面の男（＝キング）と行動を本格化。97話ではカルデアの宮殿を襲って、その長老に呪いを掛けて宮殿を奪い去る。99話ではギンタの母親とシンクロしていることが明らかになった。100話でカルデア宮殿でドロシーと死闘の末に敗れ、ドロシーの手の中で彼女の幸せを願いながら息を引き取った。皆の平和のために魔法を使う事をどこかで諦め、オーブにすがってしまった過去が描かれた。
キャラのモチーフは「白雪姫」の継母。

### ナイト 13星座（ゾディアック）
ファントムを中心とした13人で構成されたチェス最強の実戦部隊。ゾディアックとも呼ばれ、全員が桁違いに高い魔力を持つ実力者で構成されている。
ファントム
声 - 斎賀みつき/ 小杉十郎太（サンデーCM劇場）
チェスの兵隊のNo.1ナイトにして司令塔。30歳（年齢の割に容姿が若く見えるのは、ゾンビ化によって加齢しなくなったため）。12月28日生まれ。バッボの元使い手。ゾディアック最強の6人の1人。6年前のウォーゲームでダンナと相打ちとなり死亡したが、「ゾンビタトゥ」により生き返った“生ける屍”。メルヘヴンが大嫌いで、特に人間に対して強い嫌悪感を持っている。その一方で、アルヴィスやギンタのことは個人的に気に入っており、前回のウォーゲームではアルヴィスに「ゾンビタトゥ」を与えて、自分と同じ“生ける屍”にしようとした。生き返ってからは自身のお気に入りのÄRMを左腕に縫い付けており、普段はそれを包帯を巻いて隠している。
ウォーゲームが始まる前は「トム」と名乗ってギンタに近づいたが、3rdバトル終了後に他のゾディアックのメンバーと共にファントムとして彼の前に現れる。その際、ギンタに現在のメルヘヴンの愚かさを説き、チェスに引き入れようとしたが、その場で拒絶された。
作中でも屈指の戦闘力の持ち主であり、カルデアを襲撃した際にはルークを約30人程を倒したギンタを軽くあしらい、後の最終決戦では「修練の門」の中でもないのに複数のガーディアンを同時召喚するなどアルヴィスやアランを驚愕させる戦術をとった。最後は自身の持つ全てのÄRMを破壊されたことで肉弾戦を行うも、巨大化した「バッボ」を落とされたことで体が限界を迎えて敗北した。試合後、キャンディスによってレスターヴァ城に運ばれるが、そこで自らの敗北を認め、アルヴィスに「プリフィキアーヴェ」を刺しこまれて絶命する。
実はカルデア出身。20年前、禁断の部屋へ入り、そこにあった邪悪な意思を封じたオーブに魅せられ、その部屋に通い続けていた。だがある日、そのことが発覚してしまい以来、牢獄に入れられていた（当時の年齢は10歳）。それから10年後、そこで出会ったディアナの美貌と思想に惚れ、ÄRMとオーブを盗み脱獄。この時期にディアナ（実際には邪悪のオーブ）のマインドコントロールを受け、メルヘヴンを自らの手で浄化すべき世界であると認識させられた。ヴェストリに封印されていた幽霊の船乗りとは、かつて恋人同士だった。前述の通り人間を毛嫌いしているが、チェスの兵隊に所属する者は自分と同じ思想をもつ仲間として大事にしている。しかし、チェスの名を汚す行動をとったり、自分の許可なく他のチェスを勝手に殺した者に対しては、たとえゾディアックであろうと容赦なく制裁を与える。
アニメ終盤ではアルヴィスを仲間に引き入れようと画策するが、最後は自分の意思で死を選び、彼を消す事を躊躇うアルヴィスの手を引いて「プリフィキアーヴェ」を体に刺しこませた。安西曰く作中で描けなかった悪い部分があるキャラであり、その部分は後の作品である「麗の世界で有栖川」の登場人物である蘭丸に引き継がれる予定であるとのこと。
ペタ
声 - 遠近孝一
ゾディアック作戦参謀。10月2日生まれ。ファントムの補佐にあたる右腕的存在。ゾディアック最強の6人の1人。人の血を吸い取るÄRM「ブラッド・スィリンジ」を持ち、これを用いてルベリアを潰したことからナナシに恨みを買われている。6年前はウォーゲームに参加していなかった。第一次メルヘヴン大戦が終了してからは、キメラやガリアンといった強い資質や才能を持つものをチェスに引き込んだり、ファントムのÄRMであったバッボを捜索したりとファントムが再び復活する時に備えて暗躍を重ねていた。本人の過去は明らかにされていないなど謎の多い人物だが、「チェスの兵隊の復活」「メルヘヴンへの侵攻開始」「ウォーゲームの開催」等、メルヘヴン全土に向けてメッセージを発する役を担当することが多い。ファントムがまだ人間であった頃からの知り合いで、彼の「人間はクズだ」という意見に賛同している。「ファントムと私は同じ」と断言しており、ロラン同様に「ゾンビタトゥ」の洗礼を受けている。最終決戦では、序盤からナナシの攻め手を封じ、「ブラッド・スィリンジ」を始めとした流血を促すÄRMを用いて彼を出血多量による死へと追い詰めたが、ホーリーÄRM「イージス」の力で復活したナナシの発動したガーディアンÄRM「ジムノート」に雷を流されながら絞め殺された。死の間際、ファントムに対し「一緒に夢を見たかった…」と言い残している。その後、遺体はファントムの手によってどこかへと転移された。
アニメ版では、発動した魔力でメルのメンバー全員を圧倒し、ドロシー曰く「桁違いの魔力」、アラン曰く「やり合ったら命がいくつあっても足りない」と評されるなど「ファントムに次ぐ強敵」としての面が強調された。周囲の誰もが（ナナシ本人すら）「ペタとウォーゲームで戦ったらナナシは死ぬ」と言うほどであり、対戦時も終始余裕な態度のまま（原作とは大きく異なり）ナナシを死亡寸前にまで追い込んだ。
ロラン
声 - 千葉進歩（幼少時代 - 大浦冬華）
常に笑顔を絶やさない優男のような風貌の美青年。年齢は23〜25歳くらい。ゾディアック最強の6人の1人。普段はどこか抜けている性格をしているが、戦闘の際には一切の油断をすることなく攻撃を行うナイトとしての実力を持ち合わせている。爆発する能力を持つ石（爆弾石）を始めとした爆発系のÄRMを多く使う。幼い頃、天涯孤独の境遇にあった所をファントムに助けられ、自ら「ゾンビタトゥ」を受けたことから、彼に対しての忠誠心は誰にも負けないと自負している。6年前のウォーゲームにも参加しており、当時の階級はアランによるとビショップかルーク。3rdバトルでは同じ「ゾンビタトゥ」の洗礼を施されたアルヴィスに共感を覚え、彼に永遠の生への素晴らしさを説き、それと同時にゾディアックとしての実力差を見せ付けて勝利した。が、最終決戦で再戦した際には逆に「ファントムに利用されているだけ」と一蹴された上に「会っていたのがファントムではなくダンナさんであったなら同じ道を歩めたかもしれない」と哀れみの言葉を投げかけられて敗北した。その後、ファントムがアルヴィスに「プリフィキアーヴェ」を差し込まれて死亡し、「ゾンビタトゥ」が消えたことで、ファントムの死を悟った。
アニメ版ではレスターヴァ城でキャンディスと手を組みアルヴィスと対戦するものの、再び敗北。その後キャンディスと共にゴーストチェスに協力している。94話でアルヴィスをファントムのもとへ連れて行くが、ファントムはキャンディスが連れて行ってしまい、それをアルヴィスのせいだと攻撃したが、彼に諭されてしまう。その後、アルヴィスはファントムのもとに行くように言うが、「これ以上私を掻き乱さないでください！」と言い残し、自らのÄRMで命を絶とうとしたが、死にきれなかったらしく、最終話ではキャンディスと再会している。
ハロウィン / パンプ
声 - 松本大（幼少時代 - 愛河里花子）
背中に十字架の棺桶を背負っていることから「磔のハロウィン」の異名を持つ火炎使い。ゾディアック最強の6人の1人。チェスの典型的な歪んだ思想の持ち主。6年前のウォーゲームで、アランと死闘の末に引き分けた直後にダークネスÄRM「イグニール」で彼に呪いをかけた。トマトの被り物（ギンタからはカボチャと見られており、当初は「カボチャ頭」と呼ばれた） をしており、アランからはよく「トマト野郎」と呼ばれている。実はアランとは幼なじみの間柄。子供の頃、ほかの子供にいじめられていた所を、よくアランに助けてもらっていた。しかしこの時から既に、弱者が強者の犠牲になるのは必然のこと、という考えを持っており、その結果復讐として自分をいじめていた子供達を殺害。そのまま姿をくらまし、チェスへと加入した。最終決戦では6年振りにアランと再戦。彼を怒らせるために、わざと周りで応援していた民衆に攻撃を行った。その後も一進一退の攻防を繰り広げ、6年前には使わなかった自身最強のガーディアンÄRM「ワカンタンカ」を使ってトドメを刺そうとした。だが、アランの切り札であるカルデアから譲り受けた腕のガーディアンÄRM「セイント・アンガー」に「ワカンタンカ」を破壊され、自身もそのまま遥か彼方へ吹っ飛ばされて決着がついた。その最中、「アランはやっぱり強いなぁ」とつぶやいた。現在は大きな傷を負ったため、どこかに隠れて執念深くアランを殺すチャンスを待っているらしい。海外版ではデザインが若干異なり、十字架部分が描かれていない。
ヴィーザル
声 - 緒方賢一
頭に木を生やした84歳の老人で植物使い。ゾディアック最強の6人の1人。前回のウォーゲームにて、ジャックの父ジェイクと対戦し、致命傷を負わせた人物。杖をついている見た目とは裏腹に「修練の門」でスピードを上げたジャックの体術を全てかわす俊敏性を持つ。3rdバトルの時からジャックには興味があったようで、彼が手にしていたスコップからジェイクの息子ではないかと予想していた模様。
最終決戦では先鋒としてジャックと対戦。彼がジェイクの息子であることに確信を得てからは、あえてジェイクと戦った時と同じくネイチャーÄRM「ユグドラシル」を利用した戦術を用いた。最後は、切り札である全ての植物を腐らせるガーディアンÄRM「枯れ木の鳥（ブラインディングバード）」を発動させて、ジェイクの時のように決着をつけようとした。だが、ジャックの奥の手である火属性のガーディアン「鬼火属フォレ」に「枯れ木の鳥」や「ユグドラシル」、自身の魔力の源である頭の木を一瞬で燃やされたことで敗北した。決着後、ジャックに対し「完敗じゃ、おぬし、ジェイクを越えたぞ」と彼に賞賛の言葉をかけた。
なお、原作では彼のみ他のナイトと違いチェスの兵隊に入ることとなった明確なきっかけや動機が描かれていなかったが、アニメではÄRM「ユグドラシル」を全ての植物使いの夢である雲にまで届く植物に育てるため、その養分（人々の嘆きや苦しみ）を得ようとチェスの兵隊に加担していたという動機付けがなされている。
命名は北欧神話の森の神・ヴィーザル。
キメラ / アイリン
声 - 園崎未恵
不気味な仮面を付けた謎の人物。ゾディアック最強の6人の1人。非常に寡黙ながらも圧倒的な存在感と残忍さを持ち合わせる実力者で、前回のウォーゲーム終了後から6年以内にナイトへと昇格してきた。自身の体を直接変化させる禁断のÄRM・ゴーストÄRMの使い手で、イアンの恋人であるギドを蟲にした張本人。ウォーゲームの予選では、前回の英雄の一人であるガイラを相手にほぼ無傷で勝利して彼を予選落ちにするなど実力の片鱗を覗かせた。仮面をつけているときの容姿は男性のようだが、実は女性。仮面にはカツラも付けられており仮面を付けると緑髪になるが本当は金髪（アニメでは微妙に違う）。かつて、結婚式を挙げている最中に夫となるはずだった元チェスのマルコをチェスに恨みを持つ民衆（アニメではクロスガード内の急進派）に拉致され、殺されてしまう。後に彼女も連行され拷問を受け続け、運良く逃げたが身も心もボロボロになってしまった。その後、ペタにスカウトされてチェスに入った。最終決戦において、一度はドロシーを翻弄するも精神力の差で敗れた。試合後はギドの一件からイアンに追われ続け、彼を脅すためにレスターヴァ城にいたギドを人質にとろうとしたが、逆に「過去に自分がされた事をしていいのか？」と言われ動揺。最終的にはギドを人質にせず、「実力で奪い返せ」と言ってイアンと戦うが試合後であったこともあり敗北。自らの敗北を受け入れた後、ギドに使ったÄRMをイアンに渡し、彼に本名を明かして最期にイアンとギドとの二人の幸せを思い願いつつ死亡した。名前はギリシャ神話の怪物・キメラから。
アニメでは拷問のシーンが原作以上に濃密に描かれており、性的暴行を匂わせる描写のほか、脱走後に暴行を受けた自らの顔を見て、その惨たらしさに嘔吐する場面がある。
キャンディス
声 - 佐久間紅美
ボンデージファッションを身に纏った長髪の女性。初登場の頃から仮面をつけており長らく素顔が不明だったが5thバトル前に自ら仮面を外し、右目に眼帯をした隻眼の美女であることが判明した。眼帯をしている右目にはマジックストーンでできた義眼が埋め込まれており、「空間転移」の能力を持っている。巨大な石で作られた武器や石に関係した能力を持つÄRMを使う石使い。そのため、女性でありながらかなりの怪力の持ち主であり、自身の身の丈とほとんど変わらない巨大な石斧すらも軽々と振り回すことができる。ファントムに恋心を抱いており、試合前に彼からの声援を受けた際には飛び上がるほど喜んでいるが、その一方で彼に危害を加えた人間は例え子供であろうと容赦しないという危険な一面を持つ。サディストでもありマゾヒスト（アニメでは「痛ぶるのも痛ぶられるのも好きな人」と発言）でもあるという独特の性癖の持ち主で、それを利用して自身のガーディアンを強化する戦術をとる。5thバトルにおいて切り札であるガーディアンÄRM「ゴーゴン」を使ってジャックを石化させようとしたが、ÄRMを石化できなかったことが仇となり、ハエトリグサのガーディアンÄRM「メヒィトス」に攻撃とÄRMに戻っていた「ゴーゴン」を壊され、ドローとなった。レスターヴァ城での決戦の際には、ずっとファントムの傍に付き添っていたが、想いは叶わずにファントムの最期を看取り泣き崩れた。
アニメ版では元傭兵部隊の首領という設定が追加されており、圧倒的な実力を持っていたがファントムの前に敗れ、その強さから彼に惚れたという描写が追加されている。公判ではロランと手を組み、レスターヴァ城にてドロシーと対戦。ドロシーを抱き締め上げたりしたり、彼女を洗脳して自信を姉だと思わせようとする等艶かしい戦いを繰り広げたが、最終的にアルヴィスによってドロシーの洗脳が解けたことにより彼女によって撃破され敗走する。その後はロランと共にゴーストチェスの協力をしている。94話でファントムを死なせないように、どこかへ逃走しようとするが、そこへやってきたギンタ達に敗れる。ファントムの死後、どこかへと去っていった。最終話にて、死亡したはずのロランと再会するシーンが描かれている。
アッシュ
声 - 小西克幸
舌を出して笑う髑髏の仮面を着けた影使いの男。しかし、そんな見た目に反して当人は非常にノリが軽い子供好きで、カルデアへ向かったギンタ達が戻ってくるまで子どもたちと一緒に遊ぶ、バトル中に自分の戦いを子供達に見せないよう配慮する、自分が繰り出したÄRMの攻撃を受けたギンタを心配する等、立場上はチェスに所属している人物でありながら優しさと愛嬌を持つなんとも憎めない性格の持ち主。彼自身はチェスのやり方そのものに対して、あまり乗り気ではないが、例えチェスの兵隊がメルヘヴンを征服することになっても戦いが早く終わればそれだけ犠牲を減らせると考えたため、あえてチェス側に参加していた。5thバトルでは、ギンタにギブアップをするよう説得するが、決してあきらめない彼の姿に希望を見出してまだ戦える状態であったにもかかわらず自ら勝ちを譲る。5thバトル終了後、その事を告白して自ら制裁を要求したがファントムはそれがアッシュの性格だとして咎めなかった。ギンタと同じくらいの息子がいると発言しているが、その子は作中に登場しない。
アニメ版ではウォーゲームが終わってチェスが解散した後、レスターヴァ近くの村にいて、仮面の男たちの計画により発生した次元の歪みを何とかしようとギンタに助けを求めた。そして、ギンタと共に歪みを止めている最中に現れた仮面の男に倒され、すべてをギンタに託して消滅。最終話で復活し、ギンタ達の見送りに加わる。名前の由来は聖書の一節「灰は灰に」から。
ガリアン
声 - 松本保典
ルベリアの先代首領で、ナナシの名付け親。ナナシと同じく雷使い。大怪我をして死にそうになっているナナシをホーリーÄRMを使って助け、以前の記憶が全くないことを気にせずにルベリアへと受け入れたが、実際はÄRMを使ってナナシの自分に対する記憶を消し、彼をボスに仕立て上げた。ナナシと違って最後まで目元が現れない。かつてはルベリアの同志達との絆を大切にしていたが6年前のウォーゲームにおいて、その絆以上にチェスの兵隊の強さに惹かれてしまい、その誘惑に負けて部下たちを捨ててチェスに走った。5thバトルでナナシと戦い、自身の行いが間違ってなかったことを証明しようとするも敗北。敗北後、ナナシに少なからず嫉妬心を抱いていたことを告白した。アニメ版ではペタ戦前のナナシの前に現れ勝負を挑むが、それは死を覚悟しペタと差し違えてでも仇を取ろうとしていたナナシを止めるためだった。続編『MÄRΩ』でナナシと共に行動している場面があり、ルベリアに戻ったものとおもわれる。
風貌や能力が前作『烈火の炎』に登場するキャラクターである「雷覇」に似ている。後にファンブックにて当初雷覇の予定だったものの、雷覇が紅麗以外に仕えることはありえないと考えてやめたことを安西がコメントしている。
コウガ
声 - 郷里大輔
忍者のような衣装に身を包んだ巨漢。容姿にコンプレックスがあり、常に仮面を付けている。美形を毛嫌いしており（原作とアニメでは毛嫌いしている理由が違う）、それが理由で6thバトルでアルヴィスに勝負を挑むが、彼からは「ラプンツェルよりも弱い」、「ナイトの器ですらない」と酷評され爆発系のガーディアン「ア・バオア・クー」の最初の犠牲者とされてしまった。
アニメ版では、魔力自体は弱い（ナナシ曰く「ビショップの真ん中程度」）が、その常軌を逸した頑丈さからナイトクラスにまで昇り詰めたとされており、アルヴィスの13トーテムポールの直撃を何度も食らっても平気な顔をしていた。また原作と違い自身の素顔を「強い男の面」として勲章扱いし、原作よりも落ち着いた態度で話すことが多かった。6thバトル後はカルデアへと向かうギンタ達の前に現れ、アルヴィスに勝負を挑むが、またもや敗れた。その後アルヴィスを宿敵と認識し果てには我が永遠のライバルと一方的に定義した。
ピノキオン
声 - 永澤菜教
かつてディアナがドロシーに作ってあげた人形。当時は普通のマリオネットであったようだが、現在は自我を持ち自分の意思で自由に動いている。その体には回転ノコギリや小型の大砲などの武器が内蔵されているほか、隠し腕などのギミックも搭載されている。ドロシーを倒し、ディアナが自分を人間にしてくれることを望んでいた。6thバトルでは、半壊しながらも鯨のガーディアンÄRM「ファスティトカロン」にドロシーを閉じ込めることに成功し形成を逆転させたが、ガーディアンÄRM「レインドック」に内側から食い破られて脱出されたと同時に敗北し、最期には鼻をへし折られた。人間になる理由はいい子になるため。ディアナは「ピノキオンII」（アニメでは「ピノキオンIII」）というガーディアンÄRMをもっている。
アニメ版ではその後、カルデアへと向かうギンタ達の前にピノキオンIIとして現れ、ドロシーに勝負を挑むが、またもや敗れた。最終回のEDではドロシーを追跡し始め、懲りずに彼らにどう復讐するか議論している。またピノキオンIIがガーディアンÄRMではなく、ピノキオンの下半身が台車に修理された姿とされている。名前の通りモデルは『ピノキオ』。
マジカル・ロウ
声 - 関智一
道化師のようなペイントを顔に施した奇術師。かつてレスターヴァ城でスノウのお守り役をしており、彼女にとっては最も戦いたくない人物の1人。再会したスノウからはチェスの兵隊に入っていたことを驚愕されたが、彼自身の発言によるとスノウと初めて出会う以前から元々チェスに所属していた模様。ディアナにはとても忠実で、6thバトルでは彼女から受けた勅命に従って、スノウを戦闘中にレスターヴァ城へと連れ去った。その後、レスターヴァ城で大量のガーディアンÄRM「トランプソルジャーズ」を用意してメルチームの足止めをするも、ナナシ、ガイラ等に全滅させられ、自身もアランに敗れた。敗北後は、個人的にスノウに好意を持っていたのでスノウ救出を彼らに託す事にした。
アニメ版ではスノウを救出する際、デスキューブの代償により異空間に消えた。
ラプンツェル
声 - 佐々木優子
ドリルの形をした髪型が特徴的なギロムの姉。ヒステリックで好戦的な性格の持ち主。自分を美しいと思っており、他人を平気で侮辱する。実年齢は本人曰く29歳らしいが、ドロシーには「どう見ても40だ」と酷評された。好きな言葉は「絶頂」。実弟であるギロムを溺愛しており、彼に対してのみ普段からは想像出来ないような温和な表情を見せる。ギロム同様、人（特に女性）を殺すことを快感だと思っており、上記の性格も含めて弟以上に危険な殺人狂。それ故か、独断でアクアを処刑したギロムに対して一切叱責をしていなかった。
4thバトルでチームリーダーとして登場した際には、自分より先に戦って負けた（引き分けた）仲間（ギロムを除く）に制裁としてジャンケンを挑ませ、それに負けた相手を容赦なく殺していくという残虐さを見せた。
ドロシーとの対戦では、髪を操るネイチャーÄRM「ヘアマスター」を用いて彼女に深手を負わせた。その際に自分達姉弟が母親に虐待されたという、彼女曰く、「泣ける」過去を語る。だが上記の残忍な行いが災いし、ドロシーたちに「自身の犯した事も外道でしかない上に、仲間を道具扱いしていたのに自分たちのことは棚を上げてる」という痛烈な皮肉を吐き捨てられる。そして、人形のガーディアンÄRM「クレイジーキルト」の不怪音波で苦しんでいる隙を突かれて敗れた。5thバトル終了後に再登場を果たしたが、その直後にファントムから4thバトルで勝手に身内を殺したことを咎められ、今度は自分が制裁を下される立場となる。救済措置として修練を終えたルークのイアンと戦う事を決意するも、戦闘中に首切り捨てられる形（アニメでは衝撃波のようなもので焼き殺された）で処刑され、彼にナイトの座を奪われた。なおファントムによると5thバトルに登場したナイト（ガリアン、キャンディス、アッシュ）よりも弱いらしく、ナイトとしての実力は下位クラスに位置する。また、ナイトクラスの中で唯一ガーディアンÄRMを所持していなかった。モデルはグリム童話の『のぢしゃ（ラプンツェル）』の非常に長く強い髪を持つ少女。
イアン
声 - 川田紳司
ギンタが初めて戦ったチェスの兵隊で、作中において最初に登場したライバル的存在。一人称は、「オレっち」。初登場時の階級はルークで、原作において最も多くギンタと戦った。最初の対決では魔力の存在すら知らなかったギンタを終始圧倒するが、予想外の（ロコ曰く「ファントムでもやらない」）攻撃に片腕を折られた。その後、メルヘヴン襲撃の命令を受けた際、命令を無視して恋人でもあるポーン兵・ギドと共にギンタの元に向かい二度目の対決を仕掛けるもビショップクラスにまで実力を上げたギンタに逆に圧倒されて敗北。ジャックとの戦いで負傷したギドを治療するためにホーリーÄRM「癒しの天使」を渡す取引を提案し、治療後「次に会うときは自分も強くなって会いにくる」と宣言し撤退した。しかし撤退後、勝手にギンタと戦った制裁として自身の身代わりにギドを蟲にされてしまった。制裁を終えるとすぐ、ファントムに1番過酷な修練の門を貰えるよう交渉、その恨みを糧に修行を開始する。修行を終えた5thバトル終了後、制裁を下されたラプンツェルを殺し、彼女の代わりにルークからナイトへと二階級昇格を果たす。それと同時に、次の6thバトルへの参加とギドに制裁を加えた人物への復讐を宣言した。6thバトルでは、復讐の対象としてギンタを追い詰めるがギンタとの再戦を経て、自分が本当にしなければいけないことを悟ると「これはもう必要ない」としてナイトの証のピアスを投げ捨て事実上チェスと決別する。以後はギドを蟲にした犯人を探し続け、最終決戦でその相手がキメラだと判明するとバトル中にもかかわらず乱入し、彼女に復讐をしようとする。だが、その直後にドロシーから叱責を受け、試合が終わるまでは手を出さないということで一度リングから降りた。そして試合終了後、逃走したキメラを追跡して彼女を倒し、元の姿のギドを取り戻した。
アニメではギンタたちがスノウ奪還のときに、城から抜け出して村近くでアッシュと再会し、ギドと二人でその村を守っている。ギドとの仲は良好だが、なかなかキスができない（寸前で誰かしら入ってくるため）。最終話ではギンタとダンナの見送りにも加わる。烈火の炎の登場人物である千鎖のイメージを重ねて作ったキャラでもある。

### ビショップ
ナイトクラスに次ぐ実力を持つとされる階級。しかし、同じビショップでも強さの幅は大きいようで、限りなくナイトに近い実力者も居れば、ルークに近い者も存在する模様。

#### ビショップ三人衆
5thバトルと6thバトルに登場したビショップの中で最も強く、最もナイトに近いとされている三人の総称。
シャトン
声 - 松来未祐
ビショップ三人衆の一人。実力は「ビショップクラス最強」らしく、三人の中でも最もナイトクラスに近いとされる。見た目は可愛らしい猫娘。性格的にも悪人ではなく、一人称は「あちし」。6thバトルでアランと戦ったが、猫アレルギー（猫嫌い）でほとんど動けなかった彼にキスをした挙げ句に必殺技「ニャンニャン波」であっさりと倒した。ウォーゲーム最終決戦前、ハロウィンにアランの事を弱いと酷評したが、本人には呆れられていた。アニメ版ではアランに対して頬を赤らめ、キスもディープになっている、アイキャッチではアランのフィギュアまで持っている等原作に輪をかけてアランに相当気があり時折「ダーリン」と呼んでいる。ロコにも頬にキスをし、ちょっと怪しい雰囲気のキャラになっている（ロコ自身満更でも無かったらしい）。7thバトル以後はチェスを抜け、ロコとコンビでレギュラー格に昇格。メルの仲間として認めてもらった。アランが一時的に死亡していた時は、子連れ狼のコスプレをして仇を捜していた。最終話では念願かなってアランの押し掛け女房になっている。
ハメルン
声 - 羽多野渉
ビショップ三人衆の一人。不気味な雰囲気を持つ。三人衆の中では最も口数が少ない。魔力を吸い取るÄRM「ソウルフルート」や飛行能力といったトリッキーなÄRMを持ち合わせる。5thバトルにてアルヴィスと対戦するが、バトル中に彼を怒らせてしまったことが仇となり、術者ではなくガーディアンに呪いを掛けて発動中動けない術者を狙うというアルヴィスの知力に完敗する。敗北後、奥の手を一つも見せることなく自分に勝った彼に対して、「勝てる訳がない」と敗北を認めた。キャラクター原案は、少年サンデーで新キャラを読者から募集した際に最優秀賞に輝いたキャラクター原案を基にしている。命名はハーメルンの笛吹き男。
エモキス
声 - 千葉千恵巳
ビショップ三人衆の一人。コギャル系（不細工顔）で怪力の持ち主。自分が世界一可愛いと思い込んでおり、所持しているガーディアンÄRM「魔剣ダンダルシア」に「世界で一番かわいいのは誰？」と問い掛けて自分だと答えさせている（もっともダンダルシア自身も彼女が可愛くないのを知っている上で答えており「嘘をつくのは疲れる」と内心辟易している）。太っている見た目とは裏腹に、スノウの攻撃をすべて避ける俊敏性を持つ。所持しているÄRM自体は女の子らしいものが多い。しかし、それを使用して巨大化した状態のシルエットは到底女の子には見えない。5thバトルにてスノウと戦うがスノウの新ÄRM「ウンディーネ」に敗れる。

#### 三人衆以外のビショップ
ギロム
声 - 吉野裕行
ギンタと最初に戦ったビショップの少年で氷のÄRM使い。ナイトクラスのラプンツェルを姉に持つ。
鬼畜で残忍な心を持ち、女性を殺すのが何より楽しいという殺人鬼。実姉であるラプンツェルのことを想っており、彼女の死には涙していた。姉の暴走を唯一止められる人物でもあるが、姉弟揃って暴虐を好むので周囲からすればほとんど意味がない。
ウォーゲーム開戦前にヴェストリの地底湖にあるというÄRMをオルコと共に捜しに来た際、ギンタのガーゴイルにぶっ飛ばされる。その後、4thバトルにおいて姉と共に再登場。彼女が行っていた制裁を受けるかどうかを決めるジャンケンに勝ったアクアを自分がグーだったから負け（本当ならあいこ）という理由で殺し、激昂したギンタと再戦する。最初は得意地形による魔力の上昇やガーゴイル対策に用意した氷のガーディアンÄRM「エゴラ」などを駆使して、感情に流されていたギンタを押していたがバッボの一喝により冷静さを取り戻したギンタに完全敗北し、再びガーゴイルによって（以前より遥か彼方に）ぶっ飛ばされた。
アニメ版ではその後、カルデアへと向かうギンタ達の前にコウガ、ピノキオンIIとともに現れ、ギンタに姉の復讐をしようとした（ビショップなのにナイトである他の二人を仕切っていた（本人曰く「ナイトならここにいる」とラプンツェルの形見である髪の毛の一部を出した））。しかし結局は惨敗、原作と合わせて計4回（復讐の際は2回）ギンタにぶっ飛ばされた事になる。最終話でギンタがいなくなっても、まだ懲りていないようでコウガ達に呆れられていた。
オルコ
声 - 志村知幸
ウォーゲーム開戦前にギロムと共にヴェストリの地底湖で登場した巨漢。一人称は「オルコ」。顔は不細工だが、ドロシーに「気持悪い」と言われて必死で否定している。ナナシと戦った際、彼にルベリアを襲撃した犯人がペタであることを教えて命乞いをしたが、その直後に彼から「エレクトリック・アイ」による電撃を浴びせられた。そのまま死亡したかに見えたが何とか生き延びており、必死で城に戻ろうとしたところでファントムと遭遇する。しかし、誰彼構わず命乞いをするその姿（この時、自身が命乞いをしている相手がファントムとわからなかった）がチェスの兵隊として許されない行動と判断され、その場でファントムの制裁を受け死亡した。命名はイタリア語の「鬼」から。
ガロン
声 - 宇垣秀成
1stバトルのリーダー。ロドキンファミリーの家長であり、パノとレノの父親。ギンタの倍近い身長を持つ。10個の指輪型ÄRMを同時に使う精神力を持つビショップでも上の実力者。1stバトルの最終戦で、ガーゴイルを出す前のギンタを手玉に取るがガーゴイルによって10個のÄRM全てを壊されたことで敗北する。アニメ97話でレノと共に仮面の男に襲われ、命からがらパノのもとに着いたが消滅した。最終話で甦り、後にジャックの義父となる事になる。
マイラ
声 - 園部啓一
2ndバトルのリーダー。前大戦中、運よくガーディアンÄRM「バキュア」を手に入れポーンから昇格した過去を持つ。丁寧な口調ながらも傲慢な性格で、ドロシーをメル初の死者にしようとしたらしいが、ディアナからは「力不足」と断言されていた。序盤は「バキュア」を使って優勢に試合を進めたが、ガーディアンÄRM「レインドッグ」に「バキュア」を喰われたことで一気に劣勢となってしまう。「バキュア」以外のÄRMを所持していなかったため、すぐにギブアップを宣言したが、ドロシーに無視され自分もあっさりと喰われ（アニメでは吸い込まれ）、逆に自分がチェス初の死者になってしまった。実力はビショップの中では下の方である。
Mr.フック
声 - 伊藤健太郎
片足が義足(アニメでは義足ではなく両足)の船乗りのような格好をした人物。一人称は「某」。ツッコミ役。
実は前回のウォーゲームにも参加していた古株だが、ナイトクラスの戦いは見たことがなかったらしい。
実力はビショップの中ではかなり下の方（ビショップのランクが10にわけられたとすると下位10そこそこ）。3rdバトルでスノウ、4thバトルでアルヴィスと対戦。3rdバトルでは地形による相性で体力を消耗していたスノウに勝利したが、4thバトルで戦ったアルヴィスには、ÄRM一つ使われず後頭部チョップで敗れた。その後、ラプンツェルとの制裁のじゃんけんで負けて殺される。命名はピーターパンに登場するフック船長。
カノッチ
声 - 梅津秀行
人殺しには興味がなく、ただ戦いのスリルを楽しむためにチェスに入った（アニメでは戦乱の中で育ったため、平和な世界は退屈過ぎると発言）。一人称は「カノッチ」、口癖は「悪くねぇ」。戦えるなら相手は誰でもいいらしく、ギンタと共にチェスと戦うというのも良かったかもしれないと言っていた。3rdバトルでギンタにダークネスÄRM「ボディキャンドル」を使うが、バッボの新能力・バージョン4「アリス」によって呪いを破られ、その代償を受けて溶解、この世を去る。ギンタに最後、「負けんなよ」と遺言を言い残していった。アニメ版65話では霊体として復活し、ギンタと再会。彼と殴り合いの戦いをしたあと再び消え去っていった。
コレッキオ
声 - 太田哲治
少し抜けているトランプマン。接続語を抜いた口調で喋る。一人称は「コレッキオ」。クセのあるÄRMを見事に使いこなす器用さを持つが、頭を使った戦略は苦手。4thバトルにてジャックと対戦し、植物を育てることのできない氷原フィールドに苦戦するジャックを相手に優勢となるが体内で直接「アースビーンズ」を育てられて敗れる。試合後、ラプンツェルとのじゃんけんにも負けて殺された。
アヴルートゥ
声 - 松林大樹
4thバトルにて何でも切り裂くというウェポンÄRM「シェラキー」を持ってドロシーと対戦。しかし試合開始後すぐ（アニメでは、5秒以内）に、「リングダガー」1本で倒されてしまいその能力を披露する事は無かった。敗北後、あまりの不甲斐なさからジャンケン無しでラプンツェルに殺される。
アクア
声 - こやまきみこ
大きな貝を頭に乗せ、常に笑顔を浮かべている少女。バトル直前、ラプンツェルに反論し、ビンタをくらう。4thバトルにてナナシと対戦。圧倒的な力の差があったが、ナナシのフェミニスト精神に救われ、結果はドロー。しかし「敵に情けをかけられた」ことをラプンツェルに責められ、制裁のジャンケンを行うこととなる。しかし、それに勝ったにもかかわらず居合わせたギロムに殺される。死に際にナナシを見つめる場面で唯一瞳が見えた。バトル終了後、その死を悼むナナシによって海の底へと葬られた。モデルは人魚姫。

### ルーク
ナイト、ビショップに次ぐ上級兵の階級。ウォーゲームでは3rdバトル以降登場しなかったが、カルデア襲撃やレスターヴァ城での戦いの際には大勢の所属者がいることが判明した。
イアン
ロコ
声 - 石毛佐和
ギンタが初めて出会ったチェスの兵隊の一人（もう一人はイアン）。6月5日生まれ。一人称は「ロコ」。ダークネスÄRM使い手で、背負っているトランクの中に多くのダークネスÄRMを収納している。
使用しているÄRMは全て使用する毎に若返っていくという呪いを代償としているため少女の姿をしているが実年齢は32歳。無表情、無感情で「ちゃん」付けで呼ばれることを否定する。酒は飲める年齢だが、彼女は飲まないらしい。初登場時は仮面を被っていたが、それ以降は被らずに左側頭部につけたままとなる。
メルヘヴン大戦前は、レスターヴァ城から逃げたスノウをイアンと共に追跡していたが、彼女が古城ごと自らを氷漬けにしてしまったため、氷を溶かすことのできる火のÄRMを持ったハロウィンの到着を待っていた。この時は、イアンと違い戦闘は行わず様子を見ているだけに留まった。その後、ウォーゲームの2ndバトルにて再登場。二試合目にナナシと戦い、多くのダークネスÄRMを用いて一応試合には勝利を収めた。しかし、実際はダークネスÄRM「ネグゼロ」を精神力のみで破られた上に反撃を受けており（わざと攻撃を外された）、実力では完全に負けていた。その後、以降のバトルに出られなかったことを最終決戦前夜になっても根に持っていることをハロウィンに指摘されている。
アニメ版では後にフーギやアリババと共にÄRMを奪う役に任命され、そこで偶然新しいÄRMも手に入れるが、結局ロクな目に遭わなかった。シャトンにくすぐられたときには今まで見せたことのない笑い顔を見せる等、彼女にのみ僅かながら心を開いているようにも思え、段々と表情豊かになってきている。アニメ92話では、シャトンを守るため、最後の力を使いとうとう赤ん坊の姿になってしまった（しかし、心の中までもが、赤ん坊ではない）。そしてシャトンが母親役、アランが父親役という構図が出来てしまう。
パノ
声 - 笹本優子
ガロンの娘で、レノの姉。1stおよび3rdバトルでジャックと対戦1stバトルでジャックに勝利するが、3rdバトルで敗北する。根は優しい女の子で、ギンタとガロンとの戦いでは身を挺（てい）して父を庇おうとした。初めはジャックを馬鹿にしていたが、戦闘中に見せられた幻覚により、彼に惹かれ始めてしまう（アニメでは試合終了後、一旦元に戻る）。以後はジャックの事を真剣に好きになったようで、最終決戦前夜にはヴィーザルにジャックを殺さないように釘を刺したばかりか、当日には敵側であるにも関わらずジャックを応援（同時に彼が好きであることも伝えた）し、彼の勝利にも喜んでいた。アニメ版ではメルヘヴンの異変を調べにスノウたちが立ち寄った町で、ジャックと再会。仮面の男に襲われ、重傷を負ってしまうが消滅は避けられた。ギンタが帰った後はジャックの家で一緒にいる場面が見られた。
レノ
声 - 保村真
ガロンの息子で、パノの弟。女の子と戦うことを望んでいた。1stバトルでアルヴィスに敗北する。ジャックにベタ惚れしてしまった姉に呆れていた。アニメでは幼少の頃、森で熊に襲われた際にそれを倒した父の姿を見てチェスを志したというエピソードが語られた。当初は父が熊を倒すことができたのは強いÄRMを持っていたからだと考えていたため、より強いÄRMを求めようとする傾向が見られたがパノの口からあの時は父はÄRMを使わずに熊を倒したという事実を聞いてからはそう言った傾向は薄れていった。97話では仮面の男に襲われ、父と共にパノのもとに着いたが、仮面だけ残して肉体は消滅した。最終話にて甦る。続編『MÄRΩ』ではジャックとパノが結婚したので、レノはジャックの義弟になってしまった。
フーギ
声 - 鈴木千尋
風のネイチャーÄRM使い。礼儀正しく、紳士的な性格でバトルを始める前にスノウに自己紹介をする。2ndバトルでスノウに敗北する。アニメでは後にロコやアリババと共にÄRMを奪う役に任命されるが、レギンレイヴ姫に乱暴しようとするアリババを止めるなど、結構苦労人。その後キングに抗議するも他のメンバーの大半と共に始末された。最終話にて復活し、姫とキャルの結婚に物陰から涙していた。
アリババ
声 - 桐井大介
3rdバトルに登場した仮面を被ったアラビア風の男。自分と最も魔力の波長が合うガーディアンÄRM「魔人のランプ」を使う。ルークという階級でありながら他人を見下す性格で、階級が二つも上であるロランのことを「いくじのないロラン」「アホナイト」と馬鹿にしている。3rdバトルの初戦において、アランと対戦。2ndバトルでのロコの勝利から「階級が低くてもÄRMの使い様によっては勝てる」と考えアランに挑むが、肝心のÄRMを使いこなせていなかった事が敗因となってあっさりと敗れた。アランからは「（シンクロするのに時間の掛かるガーディアンÄRMを最初に使っていることに対して）最初から奥の手出してるテメエは、アホだ」と呆れられていた。なお、原作ではアランによって溶岩の下降へと落とされて死んだが、アニメでは間一髪でファントムに救われて、フーギと共にÄRMを奪う役に任命された。が、結局目的のÄRMが壊れて呆然としているうちに落盤で埋もれる。しかし最終話にて生き延びていた事が判明し、フーギに驚かれていた。命名はアリババと40人の盗賊。
ガリア、カレリン、ロンド、ボルス
声 - 三浦博和（ガリア）、仁科洋平（カレリン）、松林大樹（ロンド）、河本邦弘（ボルス）
カルデアでギンタを襲ったルークの中で、名前が判明している者達。アニメ終盤ではガリアとシャトンの対決シーンがある。

### ポーン
「チェスの兵隊」において、最も階級の低い実戦部隊。所属者は指定の仮面を付けているため、他のクラスよりも判別しやすい。
ギド
声 - 豊口めぐみ
イアンの想い人。一度ジャックと戦ったが敗北。その後イアンの失敗が元でキメラにより蟲にされてしまい、言葉も話せなくなってしまったが、イアンがキメラから勝ち取ったÄRMにより元の姿に戻った。アニメ版ではその後、レスターヴァ近くの村でイアンとともに村を守っている。

### ゾンネンズ七戦士
1年目終盤に登場したアニメオリジナルのチーム。ファントムの配下ではなく、彼のやり方を生温いと思っている者たち。主要メンバーは形式上はルーククラスだが、強さはナイトクラスの実力を持つ。
ザトゥルン
声 - 小山力也
「ゾンネンズ」のボス。ギンタたちが「修練の門」の中にいる間は動けないアランをダークネスÄRMで襲うが、修練の門に送り込んだ手下たちは全員倒され、彼もÄRMをアランに破壊されて代償として怪物の姿になり、最後はギンタのガーゴイルに倒された。
マルス
声 - 富坂晶
メルクーアと共にギンタとジャックを襲う。電気が流れる虹を輪にして相手の動きを封じたり盾にしたりする技の使い手。
メルクーア
声 - 間島淳司
マルスと共にギンタとジャックを襲う。多数の剣を自在に操り剣を一つに合体させる技の使い手。
ヴェーヌス
声 - 大原さやか
ユーピターと共にナナシとアルヴィスを襲う。妖艶な美女。技の発動中、自らは無防備となってしまうため、ユーピターに守られることでその真の実力を発揮できる。本人もそのことには感謝している様子。人操りの技の使い手。
ユーピター
声 - 小西克幸
ヴェーヌスと共にナナシとアルヴィスを襲う。そのゴツイ容姿とは対照的に超が付くくらい爽やかな性格。敵であるナナシとアルヴィスに対しても「さあ行くよ、ナナシ君!アルヴィス君!」と呼びかける程。「美しく〜」が口癖。使う技はほぼ防御系のみ。
ウーラヌス
声 - 葛城七穂
3姉妹の長女。ネプトゥーン、プルートと共にドロシーとスノウとメリロを襲う。使う技はほぼ攻撃系のみ。
プルート
声 - 笹島かほる 
3姉妹の次女。ウーラヌス、ネプトゥーンと共にドロシーとスノウとメリロを襲う。ÄRMを使いメリロやスノウに化けるがドロシーに見抜かれる。使う技は変装コピー（変装すると技もコピーされる）。
ネプトゥーン
声 - 榎本温子
3姉妹の末っ子。ウーラヌス、プルートと共にドロシーとスノウとメリロを襲う。相手の身動きを封じる技の使い手。

### ゴーストチェス
ゲーム「忘却のクラヴィーア」に登場したチェスの兵隊。アニメ版ではファントムの直属のチェスの兵隊にしてファントムの最後の切り札。全員がゴーストÄRMの使い手。ただしゲーム版ではクイーン直属の部下という事になっており、ファントムとも折り合いが悪い。また、性格もゲーム版とアニメ版では多少違う。
声の項は「ゲーム版 / アニメ版」の順。
カペル・マイスター
声 - 石川和之 / 堀川仁
ゴーストチェスのリーダー。三姉妹やパウゼの良き兄的存在。普段は冷静沈着な性格だが、時折冷酷な一面を覗かせる。アニメ版とゲーム版では性格が大きく異なる。
ゲーム版では、最終的にゴーストの力に取り込まれ、ギンタ達に倒され死亡した。
アニメ版では何でも願いがかなうÄRMで究極の力を手に入れようとしていたが、そのÄRMに続く階段をメルに先を越されてしまう。フラット姉妹の戦闘後、「お前達にゴーストÄRMは無用だったかもしれない」と言い、ジェネラル達5人を自分のÄRMに取り込んだ。その取り込んだパワーによって最終形態へと変化しギンタ達に戦いを挑む。そして彼は最後の力を使い、「一番強いÄRMはゴーストÄRMだ」と言い残し死亡。彼の死によりゴーストチェスは壊滅した。
サラ・バンド
声 - 氷青 / 浅川悠
ゴーストチェスの一人。カペルの秘書。
ゲーム版では、ゴーストÄRMを使わないと話す事が出来ず、ファントムに殺されて死亡した。
アニメ版では普通に話せる。暴走しがちな三姉妹のまとめ役になる事が多く、気苦労が絶えなかった。カペルへの邪魔を阻止しようとゴーストÄRMでパワーを吸い取り、ギンタ達（ドロシーは飛んで逃げたので助かった）を絶体絶命へと追い込んだが、ÄRMの力の反動で彼女の体は徐々に蝕まれていき、ついには老衰し体が灰になって死亡した。これにより皆がゴーストÄRMの恐怖を知ることになった。ゲーム版では死後、カペルと再会している。
フラット三姉妹
ゴーストチェスのメンバー。三つ子の姉妹。
ゲーム版のラストでは、三人で最後の力を振り絞りアルヴィスを助けた。
アニメでは、三人で力を合わせて赤頭巾のようなガーディアンを呼び出すゴーストÄRMを使う。姉と慕うサラの死後、三人一緒にカペルのÄRMの中に取り込まれて死亡。
フラット・アー
声 - 吉田小百合 / 植田佳奈 
フラット三姉妹長女。無邪気で天然な性格。アニメでは落ち着いた性格。ゲーム版では最後、妹達共々クラヴィーアの騎士に任命された。
フラット・ベー
声 - 三宅華也 / 清水香里
フラット三姉妹次女。男勝りな性格で自分の事を「オレ」と言う。アニメ版では長女であるアーに対して態度が大きく、ゴーストÄRMの力に自惚れている節がある。サラの死後、復讐をしようとガーディアンでギンタ達を襲うが、ドロシーに止められる。最期カペルのÄRMの中に取り込まれる際「カペル兄、うれしいよ」と心の中で言い残していった。
フラット・ツェー
声 - 西川葉月 / 門脇舞以
フラット三姉妹三女。一人だけ眼鏡をかけている。大人しく、三姉妹の中ではまともな性格。アニメ版ではサラの死後、悲しみにくれながらも彼女の復讐をしようとするが、ドロシーにとめられる。最期カペルのÄRMの中に取り込まれる際「アーちゃん、ベーちゃん、いつまでも一緒だよ」と心の中で言い残した。
パウゼ
声 - 隠岐めぐみ / 渡辺明乃
ゴーストチェスの一人。口が悪く生意気な性格。ジェネラルと行動を共にしている。外見より年を取っており、アルヴィスの事を6年前から知っている様子。ゴーストÄRM「ヴェルヘル」の使い手。アニメ版では見た目相応の子供らしく、サラの死後、他の仲間が死ぬのを一番恐れてしまい、復讐に走るフラット三姉妹を咎めようとするが、ベーに「死なねえよ」と拒否される。その後カペルのÄRMの中に取り込まれ無残にもジェネラルに助けを求めながら死亡。
ジェネラル
声 - 酒井敬幸 / 白熊寛嗣
ゴーストチェスの一人。無口な性格。頭を燃やされても、凍らされても平気なタフな巨漢。パウゼと行動を共にしている。アニメ版ではゴーストÄRM「ヴェルヘル」で出た武器の目が右手の武器となる。シャトンのせいで、ロコと魂を入れ替えられたことがある。最後はカペルのÄRMの中へフラット三姉妹やパウゼと共に取り込まれて自身を切り捨てたカペルに怒りを爆発させながら死亡。

## その他の人物
ルーガ
声 - 松本大
チンピラの人狼兄弟「ルーガルーブラザーズ」の兄の方。ジャックの家の作物を狙って夜な夜な畑を荒らしたが、勇気を出したジャックとギンタに敗れた。その後、バッボにより牙と爪を全て折られて二度と悪事ができないようにされた。アニメではその後は改心してジャックの家の畑で働いており、ガルーと共にジャックの戦いを応援している。
ガルー
声 - 志村知幸
「ルーガルーブラザーズ」の弟の方。ルーガと行動を共にする。こちらもジャックとギンタに敗れ、バッボによって牙と爪を全て折られて二度と悪事ができないようにされた。兄と同じくアニメではその後改心しジャックの家の畑で働いておりジャックの戦いを応援している。
ポズン
声 - 志賀克也 
ウォーゲーム進行役。中立ということになっているが、イカサマをしようとしたことも。クラスは不明。後にレギンレイヴ姫の代わりにダイスを振ることになる。ウォーゲーム終了後はギンタ達に脅され、アンダータを渡した。
アニメではチェスの仕業により故郷の水源が涸れてしまい、水を供給して貰う代償にウォーゲーム進行役としてチェスに雇われていた（チェスがポズンを進行役に選んだのは、ポズンの家系が代々村の相撲大会の行司だったため）。アニメではポズンそっくりの妹のポリン（声 - 矢作紗友里）が登場する。
デフ、ベニー
声 - 芝原チヤコ（デフ）、倖月美和（ベニー）
アッシュを慕う子供二人。当初はギンタに何かと辛く当たっていた。
マルコ
声 - 勝杏里 
第一次メルヘヴン大戦の後、改心してチェスを抜けた。アイリン（後のキメラ）と愛し合うようになったが、結婚を目前にしてチェスを恨む民衆（アニメではクロスガードの中でも過激な考えを持つ者たち）の犠牲となった。
ヴァローナ
声 - 松本大
アニメオリジナルキャラクター。47話で登場。ある小さな盗賊団のボス。妖精の生命力を吸収して強化される特殊なガーディアンÄRM・シュラムグロスを持ち、それを完全体にするべくベルを誘拐した。ある村を襲うもアルヴィスに見つかり、ÄRMを破壊された上吹っ飛ばされる。部下が2名いるが、ヴァローナが敗れてからの消息は不明。
チョロ
声 - 三瓶由布子 
アニメオリジナルキャラクター。48話で登場。盗賊を目指す少年で、ゲイランに利用された。
ゲイラン
声 - 大西健晴
アニメオリジナルキャラクター。48話で登場。チョロのあこがれる盗賊団のボスで、表向きはÄRM商店の店長。ギンタ・ドロシー・ジャックや自分を信じていたはずのチョロさえも利用し、砂漠の遺跡にあるÄRMを手に入れて部下と友にギンタらを襲撃した。ダークネスÄRMでギンタとジャックの動きを封じ、遺跡で手に入れたガーディアンÄRM・ストーン・ワイバーンで彼らを追い詰めるが、部下は怒るドロシーに吹っ飛ばされてしまい、ストーン・ワイバーンもドロシーに倒された。最後は呪縛を自力で解いたギンタとジャックに吹っ飛ばされる。
ローゼ・アイドゥ（ゲーム版）/ミスティ・アイドゥ(アニメ版）
声 - 千葉紗子 
クラヴィーアを守る騎士。ミスティ・ナイトのリーダー。ミスティ・ナイトを率いて闘技場に侵入したギンタ、ドロシー、バッボとベルに闘いを挑んだが、アルマの説得によりサラに騙されていたことが判明。ギンタ達の誤解が解かれ、クラヴィーアへたどり着くヒントを言い残し天へ帰っていった。
仮面の男（ダンナ / キング）
声 - 関俊彦
95話から登場した謎の男。ガーディアン『フェニックス』を持っている。
突然レスターヴァ城に現れて、異様な気配を感じたアランを倒す。辺りを調べに行きパノと再会したスノウたちを襲い、そして一人で相手を引き受けたナナシを倒し、スノウとアルヴィスに追い付く。その後ナナシの死を知り憤ったスノウを倒す。その後仲間と離れて独りになっているアルヴィスのところに現れ、フェニックスや大きな剣のウェポン『ギガントブレード』で襲いう。ベルの声で起きたアルヴィスの捨て身のガーディアンで重傷を負わされ、その後彼に止めを刺そうとするがジャックが現れたためその場を去る。その後はディアナが奪った宮殿に戻り、ドロシーとディアナの死闘の後、ドロシーを不意打ちし、消滅させるなど、桁違いの強さでメルの仲間たちを次々と葬った。
その正体はギンタの父であるダンナ。キングに憑依されている状態で、その正体を知ったギンタは愕然とする。

### カルデア
長老
声 - 田中完 
カルデアの長老。ドロシーや民からは「大ジジ様」と呼ばれていた。7thバトル終了後、ギンタ達のもとに現れ、ヴェストリの幽霊からもらった謎の鍵のÄRMの正体を明かす。アニメ97話でディアナに宮殿を奪われた上に、呪いを掛けられてしまう。その呪いは後からカルデアに来たギンタに呪いを解かれるが、彼の病状は悪化し、「ディアナを倒せ」と言い残し今までカルデアの掟で何人もの民を苦しめ、殺してしまった事を悔やみながら石化した。なお、最終話で石化の呪いが解けて復活し、ギンタ達の見送りに参加していた。
ジム
声 - 松林大樹
カルデアの門番を務める人物。カルデア襲撃の際、ファントムに殺害された。
アルマ（船乗りの少女）
声 - 柚木涼香 / 浅野真澄
キングに殺害されたファントムの元恋人。ファントムがゾンビタトゥを入れるのに反抗していたらしい。幽霊船を解放してくれたギンタに鍵（プリフィキアーヴェ）を託す。
その後、終盤のクラヴィーアにて再登場しクラヴィーア騎士達にギンタ達の誤解を解いた。幽霊船でギンタ達に協力してファントムの死の直前に姿を現し、「怖がらないで、皆愛しているわ」と言い残し姿を消した。

## ゲーム版の人物

### KNOCKIN'ON HEAVEN'S DOOR
マール
チェスの兵隊所属だが、クラスは不明。太古のÄRM『タロス』を手に入れるために、ギンタたちを騙すもその場で倒された。
ベリーニ
彫金師の少女。語尾に「〜のん」と付けるが口が悪く攻撃的な言動もする。「カルデアの悪魔」には祖父が登場する。

### カルデアの悪魔
イフィー
カルデアのことなら大抵知っているÄRM彫金士で、ドロシーの親友。ギンタ達に冒険のアドバイスをしている。「忘却のクラヴィーア」にも登場し、アルヴィスを助けたいというドロシーの相談に乗っていた。
ウィート
声 - 成田紗矢香
口は悪く正々堂々としたÄRM使いの少女。幾度かギンタ達と戦う事になる。ゴッチの使い手。「忘却のクラヴィーア」にも登場。
ガーニッシュ
声 - 西川葉月
マティア鉱山の新しい管理人（ドロシー曰く、前の管理人は老人）。見た目は美しい魔女だが男性である。ドロシーに憧れていた節がある。
シュバイツァ
声 - 土田大
カルデア神殿の神官。カルデア一の乱暴者で実力はナイト級にも匹敵する。アランに興味を持っている。「忘却のクラヴィーア」にも登場。
フォルト
声 - 河杉貴志 
空に浮かんでいる霊園・マグリット霊園の管理人。生まれた時から霊園の管理人をしており、感情が欠如している。自分にはない感情を持っているアルヴィスに興味を抱き、霊園を訪れた彼を引き留めようとした。
ダフィー
声 - 恒松あゆみ
イフィーの双子の姉。今回の事件の首謀者。足止め用ÄRMを多く使う。
イズネ
声 - 成田紗矢香
「ウモッ」と鳴く動物。ÄRMを掘り起こす不思議な能力がある。

### 忘却のクラヴィーア
オウビット
声 - 石野竜三
チェスのビショップ級。自分を天才と称する。自身を倒したアルヴィスに時間の輪舞を発動し、結果的に彼を窮地に追い込んだ。その後は力尽きて死亡した。